# Bairesche Klasse
Die baireschen Klassen stellen eine partielle Klassifizierung der reellen Funktionen dar.
Sie ist zum ersten Mal von René Louis Baire in seiner Dissertation vom Jahre 1898 aufgestellt worden und als Antwort auf die zum ersten Mal von Dini (1878) gestellten Frage gedacht worden, ob jede Funktion eine analytische sprich durch Grenzübergang aus elementaren Funktionen gewonnene Darstellung hat. Inspiration für solche Untersuchungen ist die von Karl Weierstraß in seinem Approximationssatz formulierte Erkenntnis gewesen, dass jede stetige Funktion Limes von Polynomenfolgen ist. Baire setzt diese Idee fort, in dem er die Klasse aller Funktionen definiert, die Limes von stetigen Funktionenfolgen sind, und nennt diese Funktionen Funktionen der ersten Klasse. Limites von Funktionenfolgen aus der ersten Klasse bilden die zweite bairesche Klasse, aus der zweiten Klasse – die dritte Klasse usw. Die Untersuchung der baireschen Klassen ist später von Henri Léon Lebesgue, Émile Borel, Felix Hausdorff und William Henry Young aufgegriffen worden. Die Hoffnung, dass man durch Klassifizierung aller reellen Funktionen und aller Mengen von reellen Punkten die Kontinuumshypothese beweisen könnte, ist bei diesen Untersuchungen ein wichtiger Motivationsfaktor gewesen. Diese Hoffnung ist durch den von Hausdorff und Pawel Sergejewitsch Alexandrow im Jahre 1916 erbrachten Beweis der Kontinuumshypothese für borelsche Mengen, die mit den baireschen Klassen eng verbunden sind, noch verstärkt worden. Heutzutage wissen wir allerdings, dass eine vollständige analytische Klassifizierung der reellen Funktionen und Punktmengen genauso wie der Beweis der Kontinuumshypothese unlösbare Aufgaben sind.

## Definition
Sei {\displaystyle A:={\underset {i=1}{\overset {n}{\mathbf {\times } }}}[a_{i},b_{i}]\subset \mathbb {R} ^{n}} für ein {\displaystyle n\leq \aleph _{0}}, also das kartesische Produkt (potenziell abzählbar unendlich vieler) abgeschlossener Intervalle.
Die nullte bairesche Klasse {\displaystyle H_{0}} auf {\displaystyle A} wird als die Menge aller stetigen Abbildungen
{\displaystyle f\colon A\to \mathbb {R} }
definiert.
Für jede höchstens abzählbare Ordinalzahl {\displaystyle \kappa >0} ist die {\displaystyle \kappa }-te bairesche Klasse auf {\displaystyle A} durch
{\displaystyle H_{\kappa }:=\left\{f\notin C^{(<\kappa )}\mid \exists (f_{n})_{n=1,2,...}:\forall n:\left(f_{n}\in C^{(<\kappa )}\land f=\lim _{n\to \infty }f_{n}\right)\right\}}
definiert, wobei {\displaystyle C^{(<\kappa )}} durch {\displaystyle C^{(<\kappa )}:=\bigcup _{\alpha <\kappa }H_{\alpha }} definiert ist.
Eine Funktion heißt bairesch, wenn sie Element einer baireschen Klasse ist. Sie heißt bairesch vom Typ {\displaystyle \kappa }, wenn sie Element von
{\displaystyle C^{(\kappa )}=C^{(<\kappa )}\cup H_{\kappa }}
ist.

## Klassifikation von Young
In der Klassifikation von Young wird rekursiv die Menge der Funktionen definiert, die Limes von fallenden Folgen sind – genannt Funktionen vom Typ {\displaystyle g_{\xi }}, sowie die Menge der Funktionen, die Limes von wachsenden Folgen sind – Funktionen vom Typ {\displaystyle G_{\xi }}. Dabei dient in den beiden Fällen als Basis der Rekursion die Menge der stetigen Funktionen. Eine gute Möglichkeit, die youngschen Klassen zu definieren und den Zusammenhang zwischen den youngschen Klassen und den baireschen Klassen zu veranschaulichen, bietet die Notation von Hahn:
- mit {\displaystyle S_{1}} wird die Menge der Funktionen bezeichnet, die Limes einer fallenden Folge von Funktionen aus einer Funktionenmenge {\displaystyle S} sind,

- {\displaystyle S^{1}} – ist die Menge der Funktionen, die Limes einer wachsenden Folge von Funktionen aus {\displaystyle S} sind,

- {\displaystyle S^{*}} – ist die Menge der Funktionen, die Limes einer beliebigen Folge von Funktionen aus {\displaystyle S} sind,

- {\displaystyle S^{(0)}=S_{0}=S^{0}=S}

- {\displaystyle S^{(<\xi )}=\cup _{\alpha <\xi }S^{(\alpha )}}

- {\displaystyle S^{(\xi )}={\left(S^{(<\xi )}\right)}^{*}}

- {\displaystyle S^{<\xi }=\cup _{\alpha <\xi }S^{\alpha }}

- {\displaystyle S^{\xi }={\left(S^{<\xi }\cup S_{<\xi }\right)}^{1}}

- {\displaystyle S_{\xi }={\left(S^{<\xi }\cup S_{<\xi }\right)}_{1}}

- {\displaystyle S_{\xi }^{\xi }=S^{\xi }\cap S_{\xi }}

Wenn {\displaystyle C} die Menge der stetigen Funktionen bezeichnet, dann entspricht die Bezeichnung {\displaystyle C^{(\xi )}} die schon verwendete Bezeichnung für die Menge der baireschen Funktionen vom Typ {\displaystyle \xi }. Die Menge der youngschen Funktion vom Typ {\displaystyle g_{\xi }} ist in dieser Notation {\displaystyle C_{\xi }} und vom Typ {\displaystyle G_{\xi }}: {\displaystyle C^{\xi }}. Die youngschen Funktionen vom Typ {\displaystyle g_{1}} sind die oberhalbstetigen und vom Typ {\displaystyle G_{1}} – die unterhalbstetigen Funktionen.
Es gelten folgende Regeln:
- Falls {\displaystyle \eta <\xi }: {\displaystyle C^{\eta }\subseteq C^{\xi },\ C^{\eta }\subseteq C_{\xi },\ C_{\eta }\subseteq C^{\xi },\ C_{\eta }\subseteq C_{\xi },\ C^{\eta }\cup C_{\eta }\subseteq C_{\xi }^{\xi },\ C_{\eta }^{\eta }\subseteq C_{\xi }^{\xi }} und {\displaystyle C^{(\eta )}\subseteq C^{(\xi )}}.
- Falls {\displaystyle \xi } isoliert ist (hat also einen unmittelbaren Vorgänger {\displaystyle \xi -1}): {\displaystyle C^{<\xi }=C^{\xi -1}\,} und {\displaystyle C_{<\xi }=C_{\xi -1}\,}.
- Für {\displaystyle \xi >0}: {\displaystyle (C^{\xi })_{1}=C_{\xi +1}\,} und {\displaystyle (C_{\xi })^{1}=C^{\xi +1}\,}.
- Für {\displaystyle \xi >1}: {\displaystyle (C_{<\xi })^{1}=C^{\xi }\,} und {\displaystyle (C^{<\xi })_{1}=C_{\xi }\,}.
- Falls {\displaystyle \xi } keinen unmittelbaren Vorgänger hat (ist also eine Limeszahl): {\displaystyle C_{<\xi }\cup C^{<\xi }=C^{<\xi }=C_{<\xi }\,}.
- Für {\displaystyle \xi >0}: {\displaystyle (C_{\xi }^{\xi })_{1}=C_{\xi }\,} und {\displaystyle (C_{\xi }^{\xi })^{1}=C^{\xi }\,}.
- Für {\displaystyle \xi >0}: {\displaystyle (C_{\xi }^{\xi })^{*}=C_{\xi +1}^{\xi +1}\,}.
- Falls {\displaystyle \xi } eine Limeszahl ist: {\displaystyle \cup _{\alpha <\xi }C_{\alpha }^{\alpha }=C_{<\xi }\cup C^{<\xi }\,}
- {\displaystyle \forall (f_{1}\in C_{\xi })\ \forall (f_{2}\in C^{\xi })\ \exists (f\in C_{\xi }^{\xi })\ ((f_{1}\leq f_{2})\Rightarrow (f_{1}\leq f\leq f_{2}))}   (Einschiebungssatz),

Zusammenhang zwischen baireschen Funktionen und youngschen Funktionen:
- {\displaystyle C^{\xi }\cup C_{\xi }\subseteq C^{(\xi )}=C_{\xi +1}^{\xi +1}=C^{\xi +1}\cap C_{\xi +1}.\,}.
- {\displaystyle C^{\xi }=\left(C^{(<\xi )}\right)^{1}\,} und {\displaystyle C_{\xi }=\left(C^{(<\xi )}\right)_{1}\,}

Wegen {\displaystyle C^{(0)}=C^{0}=C_{0}=C} bedeutet die letzte Regel, dass sich die Hierarchie der youngschen Funktionen auch mit Hilfe der Hierarchie der baireschen Funktionen definieren lässt.

## Verbindung zu den borelschen Mengen
Die Untermengen der Menge {\displaystyle A}, die Borelmengen sind, lassen sich wie folgt klassifizieren:
- {\displaystyle F} sei die Menge der abgeschlossenen und {\displaystyle G} der offenen Untermengen von {\displaystyle A}.
- {\displaystyle M^{\{1\}}} für eine beliebige Mengen {\displaystyle M} sei die Bezeichnung der Menge von Vereinigungen und {\displaystyle M_{\{1\}}} der Menge von Durchschnitten von abzählbar vielen Elementen von {\displaystyle M}.
- {\displaystyle (F\cup G)^{\{<\xi \}}=\bigcup \nolimits _{\eta <\xi }(F\cup G)^{\{\eta \}}}
- {\displaystyle (F\cup G)_{\{<\xi \}}=\bigcup \nolimits _{\eta <\xi }(F\cup G)_{\{\eta \}}}
- {\displaystyle (F\cup G)^{\{\xi \}}=\left((F\cup G)^{\{<\xi \}}\cup (F\cup G)_{\{<\xi \}}\right)^{\{1\}}}
- {\displaystyle (F\cup G)_{\{\xi \}}=\left((F\cup G)^{\{<\xi \}}\cup (F\cup G)_{\{<\xi \}}\right)_{\{1\}}}
- {\displaystyle B^{\{1\}}=G,\ B_{\{1\}}=F}
- {\displaystyle B^{\{1+\xi \}}=(F\cup G)^{\{\xi \}},\ B_{\{1+\xi \}}=(F\cup G)_{\{\xi \}}\,}

Man nennt {\displaystyle (F\cup G)_{\{\xi \}}} die multiplikative Klasse {\displaystyle \xi }. {\displaystyle (F\cup G)^{\{\xi \}}} wird die additive Klasse {\displaystyle \xi } genannt. Jede borelsche Menge gehört zu mindestens einer diesen Klassen (mit {\displaystyle \xi <\Omega }). Eine Funktion heißt B-messbar der Klasse {\displaystyle \xi }, wenn für jede abgeschlossene Menge {\displaystyle U} das Urbild {\displaystyle f^{-1}(U)} Element der multiplikativen Klasse {\displaystyle \xi } ist. Die B-messbaren Funktionen lassen sich auch durch Lebesgue-Mengen charakterisieren. Sei für jede beliebige Menge {\displaystyle M}
- {\displaystyle (*,M)=\{f:\ \forall y[f\geq y]\in M\}}
- {\displaystyle (M,*)=\{f:\ \forall y[f\leq y]\in M\}}
- {\displaystyle (M,M)=(M,*)\cap (*,M)}

wobei {\displaystyle [f\;R\;y]=\{x:\ f(x)\;R\;y\}}.
Es lässt sich zeigen, dass die Menge der B-messbaren Funktionen der Klasse {\displaystyle \xi } die Menge {\displaystyle ((F\cup G)_{\{\xi \}},(F\cup G)_{\{\xi \}})} ist.
Für jede endliche Ordinalzahl {\displaystyle \xi } sind die baireschen Funktionen vom Typ {\displaystyle \xi } die B-messbaren Funktionen der Klasse {\displaystyle \xi }. Für jede transfinite höchstens abzählbare Ordinalzahl sind die baireschen Funktionen vom Typ {\displaystyle \xi } die B-messbaren Funktionen der Klasse {\displaystyle \xi +1} (Satz von Lebesgue-Hausdorff).
Dieser Satz lässt sich mit Hilfe der oben eingeführten Notation in einer sehr kompakten Form aufschreiben:
{\displaystyle C^{(\xi )}=(B_{\{\xi +1\}},B_{\{\xi +1\}})\,}.
Er lautet für die youngschen Funktionen
{\displaystyle C^{\xi }=(B_{\{\xi \}},*),\ C_{\xi }=(*,B_{\{\xi \}})\,}.

## Eigenschaften
Die Menge der baireschen Funktionen vom Typ {\displaystyle \xi } ist für jede höchstens abzählbare Ordinalzahl {\displaystyle \xi } bezüglich der algebraischen Operationen Addition, Multiplikation und Division abgeschlossen:
- {\displaystyle \{f,g\}\subset C^{(\xi )}\Rightarrow \{f+g,fg\}\subset C^{(\xi )}}
- {\displaystyle \{f,g\}\subset C^{(\xi )}\land \forall x(|g(x)|>0)\Rightarrow {\frac {f}{g}}\in C^{(\xi )}}

Es gilt außerdem:
- {\displaystyle \{f,g\}\subset C^{(\xi )}\Rightarrow \{|f|,\ \max(f,g),\ \min(f,g)\}\subset C^{(\xi )}.}
- {\displaystyle \{f_{n}\}_{n\in \mathbb {N} }\subset C^{(\xi )}\Rightarrow {\underset {n\to \infty }{\mathrm {Lim} }}f_{n}\in C^{(\xi )}}

Jede Funktion mit höchstens abzählbar viele Unstetigkeitstellen sowie jede charakteristische Funktion von einer beschränkten abgeschlossenen Menge ist eine Funktion der höchstens ersten Klasse. Beispiel für eine Funktion der zweiten Klasse ist die Dirichlet-Funktion mit ihrer analytischen Darstellung:
{\displaystyle D(x)=\lim _{m\to \infty }\lim _{n\to \infty }\cos ^{2n}m!\pi x.}
Das Konstruieren von Beispielen aus höheren baireschen Klassen ist nicht trivial. Die Frage, ob die baireschen Klassen leer sind, ist 1905 von Lebesgue beantwortet worden. Ihm gelingt es zu zeigen, dass keine der baireschen Klassen leer ist und dass die Menge der baireschen Funktionen und das Kontinuum gleichmächtig sind. Das letztere bedeutet, dass es Funktionen gibt, die in keiner der baireschen Klassen liegen. Man müsste, um ein explizites Beispiel für eine solche Funktion zeigen zu können, eine im borelschen Sinne nicht messbare Menge konstruieren. Nicht B-messbare Mengen sind die Vitali-Mengen. Sie sind auch Beispiel für nicht L-messbare Mengen. Allerdings wird bei ihrer Definition {\displaystyle \mathrm {AC} } (das Auswahlaxiom) verwendet.
Die Menge der Unstetigkeitstellen jeder baireschen Funktion vom Typ {\displaystyle 1} ist mager. Diese Aussage ist für eine beliebige bairesche Funktion im Allgemeinen nicht richtig. Gegenbeispiel ist die Dirichlet-Funktion. Für jede bairesche Funktion existiert aber eine Menge, deren Komplement mager ist und für die {\displaystyle f} relativ zu dieser Menge stetig ist.

## Universalfunktion
Wichtiges Instrument zur Untersuchung der borelschen Mengen und der baireschen Funktionen stellen die sogenannten Universalfunktionen dar.
Die Funktion
{\displaystyle F:A\times [0,1]\to \mathbb {R} }
heißt Universalfunktion für die Funktionenmenge
{\displaystyle C\subset \{f|f\colon A\to \mathbb {R} \}},
falls
{\displaystyle \forall f\in C\ \exists t\in [0,1]\ \forall x(F(x,t)=f(x)).}
Die Funktion
{\displaystyle F\colon [0,1]\to M}
heißt Universalfunktion relativ zu der Menge {\displaystyle M}, falls
{\displaystyle \forall X\in M\ \exists t\in [0,1](F(t)=X).}
Zentrale Rolle bei dem Beweis, dass die baireschen Klassen {\displaystyle H_{\xi }} und die multiplikativen Klassen {\displaystyle \xi \,} für jede {\displaystyle \xi <\Omega } nicht leer sind, spielt der Satz von Lebesgue über die Universalfunktion: Für jede positive höchstens abzählbare Ordinalzahl {\displaystyle \xi } existiert eine Universalfunktion
{\displaystyle F_{\xi }\colon A\times [0,1]\to \mathbb {R} }
für die Menge {\displaystyle C^{(<\xi )}}, die bairesch ist.
Der entsprechende Satz für borelsche Mengen lautet: Für jede höchstens abzählbare Ordinalzahl {\displaystyle \xi } existiert Universalfunktion {\displaystyle F_{\xi }} relativ zu der multiplikativen Klasse {\displaystyle \xi }, so dass
{\displaystyle \{(x,z):\ x\in F_{\xi }(z)\}\in (F\cup G)_{\{\xi \}}\subset {\mathcal {P}}(A\times [0,1]).}

## Die KlasseB+
Anwendung in der Integrationstheorie finden die Funktionen der so genannten baireschen Klasse {\displaystyle B^{+}}. Für jede Folge {\displaystyle (a_{n})_{n=1,2,...}} aus Elementen der Menge
{\displaystyle {\overline {\mathbb {R} }}=\mathbb {R} \cup \{-\infty ,+\infty \}}
sei
{\displaystyle {\underset {n}{\textrm {Sup}}}\;a_{n}={\underset {n}{\textrm {sup}}}\;a_{n},\,}
falls es eine solche Zahl {\displaystyle a\in \mathbb {R} \cup \{-\infty \}} gibt, so dass {\displaystyle \forall n(a_{n}\leq a)}.
Sonst sei
{\displaystyle {\underset {n}{\textrm {Sup}}}\;a_{n}=+\infty .}
Die Klasse {\displaystyle B^{+}} wird wie folgt definiert
{\displaystyle B^{+}=\left\{f={\underset {n}{\textrm {Sup}}}\;f_{n}:\ \ \forall m(f_{m}\leq f_{m+1}\land f_{m}\in C_{c}(\mathbb {R} ^{n}))\right\},}
wobei {\displaystyle C_{c}(\mathbb {R} ^{n})} die Menge der stetigen Funktionen {\displaystyle f:\mathbb {R} ^{n}\to \mathbb {R} } mit kompaktem Träger bezeichnet. Bei dem Daniell-Lebesgue-Prozess wird das Integral zuerst für stetige Funktionen mit kompaktem Träger definiert und dann auf die Funktionen der baireschen Klasse {\displaystyle B^{+}} durch
{\displaystyle \int _{\mathbb {R} ^{n}}f(x)\operatorname {d} x={\underset {n}{\textrm {Sup}}}\left(\int _{\mathbb {R} ^{n}}f_{n}(x)\operatorname {d} x\right)}
ausgedehnt. Mit Hilfe des Satzes von Dini lässt sich zeigen, dass diese Definition korrekt (also von der Wahl der monoton wachsenden Funktionenfolge {\displaystyle (f_{n})_{n\in \mathbb {N} }} nicht abhängig) ist.

## Verallgemeinerungen
Der Begriff bairesche Funktion lässt sich für Abbildungen
{\displaystyle f\colon X\to Y}
zwischen beliebigen metrischen Räumen {\displaystyle X} und {\displaystyle Y} definieren. Allerdings sind nicht alle Eigenschaften der reellen baireschen Funktionen ohne weiteres auf die allgemeinen baireschen Funktionen übertragbar. Alle Abbildungen des metrischen Raumes der algebraischen Zahlen auf sich selbst gehören zum Beispiel zu der nullten oder zu der ersten baireschen Klasse. Wenn {\displaystyle Y} die Menge der reellen Zahlen ist, dann ist die Vollständigkeit und das Vorhandensein eines nichtleeren insichdichten Kerns von {\displaystyle X} ausreichend dafür, dass keine der baireschen Klassen {\displaystyle \xi <\Omega } leer ist. Jede reellwertige B-messbare Funktion ist eine bairesche Funktion. Falls {\displaystyle Y} eine abzählbare Basis hat, dann ist jede B-messbare Funktion der Klasse  {\displaystyle 2<\xi <\Omega } Limes von B-messbaren Funktionen niedriger Klassen. Jede bairesche Funktion ist B-messbar. Falls {\displaystyle f} eine bairesche Funktion vom Typ {\displaystyle \alpha } und {\displaystyle g} eine bairesche Funktion vom Typ {\displaystyle \beta } ist, dann ist ihre Komposition eine bairesche Funktion vom Typ {\displaystyle \alpha +\beta }.